# Guldkortvinge
Guldkortvinge (Dinothenarus pubescens) även kallad silverhårig storkortvinge är en skalbaggsart som först beskrevs av Charles De Geer 1774. Guldkortvinge ingår i familjen kortvingar och släktet Dinothenarus.
Guldkortvinge är en 12–17 millimeter lång kortvinge. Den har en raggig, virvlad behåring och ovansida är spräcklig i svart, guld och mässingsgult. Huvudet ljusare behårat och ljusare trekantiga fläckar syns också längs mitten på varje bakkroppssegment. Benen är brunaktiga med ljusare lår. Känselspröten (antennerna) är också brunaktiga.
Utbredningsområdet är Västeuropa till Turkiet. Artens livsmiljö är torra gräsmarker. Den är rovlevande och hittas främst på och vid spillning av betande djur, vanligast hästar, nötkreatur och får, där den jagar dynglevande insekter. Men den kan även hittas på kadaver av ryggradsdjur. Larven är också rovlevande och är knuten till spilling. Fullbildade skalbaggar (imago) kan hittas under vår och försommar och även under sensommar och höst.
Enligt den finländska rödlistan är arten sårbar i Finland. Enligt den svenska rödlistan är arten sårbar i Sverige. Arten förekommer i Götaland, Öland och Svealand. Arten har tidigare förekommit i Nedre Norrland och Övre Norrland men är numera lokalt utdöd.
Orsaker till artens tillbakagång är den kraftiga minskningen av bete på sådana gräsmarker som arten föredrar, som hed, torrängar och skogsbeten. Det moderna användandet av avmaskningsmedel kan också ha påverkat arten, genom att det slår de dynglevande insekter som är guldkortvingens bytesdjur.